# Terra Indígena Ibotirama
A Terra Indígena  Ibotirama ou Reserva Indígena Ibotirama é uma terra indígena localizada na microrregião de Barra e mesorregião do Vale São-Franciscano da Bahia. Ocupa uma área de 2.010,38 ha no município de Ibotirama. As terras ainda não foram homologadas. No ano de 2013 sua população era de 792 índios da etnia Tuxá.